# Ars Conjectandi

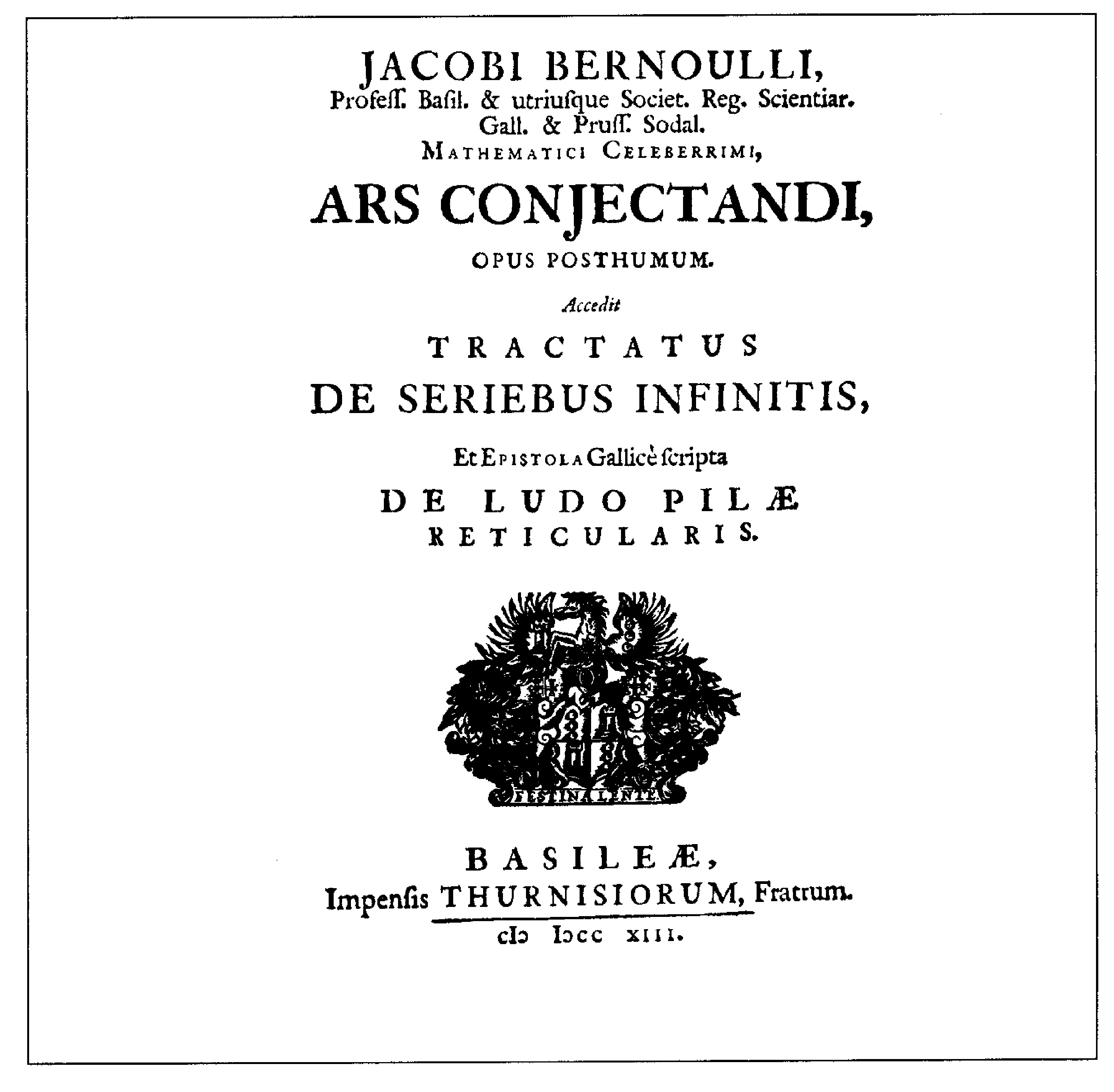
Couverture de Ars Conjectandi

Ars Conjectandi (« l'art de conjecturer » en latin) est un ouvrage mathématique écrit par Jacques Bernoulli et publié huit ans après sa mort par son neveu, Nicolas Bernoulli, en 1713. L'œuvre a consolidé la théorie des probabilités et apporté de nouveaux éléments à celle-ci. L'historien des mathématiques William Dunham l'a même qualifié de référence en la matière. Elle a influencé les mathématiciens de l'époque et les suivants, comme Abraham de Moivre.
Jacques Bernoulli a écrit le texte entre 1684 et 1689, en tenant compte des travaux de Christian Huygens, Girolamo Cardano, Pierre de Fermat et Blaise Pascal. Il aborde des sujets variés, tels que les permutations, les combinaisons, la dérivation, les nombres de Bernoulli ou la notion d'espérance.

## Contenu

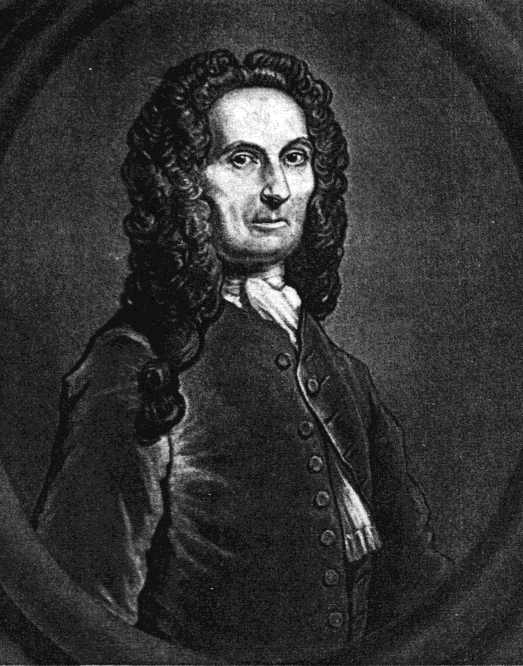
Portrait d'Abraham de Moivre

L'ouvrage de Bernoulli, initialement publié en latin est divisé en quatre parties. Il renferme notamment sa théorie des permutations et des combinaisons, qui constitue aujourd'hui les fondements de l'analyse combinatoire. Il aborde également la question des nombres de Bernoulli, eux plus reliés à la théorie des nombres qu'à la théorie des probabilités. Ils portent désormais son nom et sont l'un de ses travaux les plus célèbres,.

## Héritage

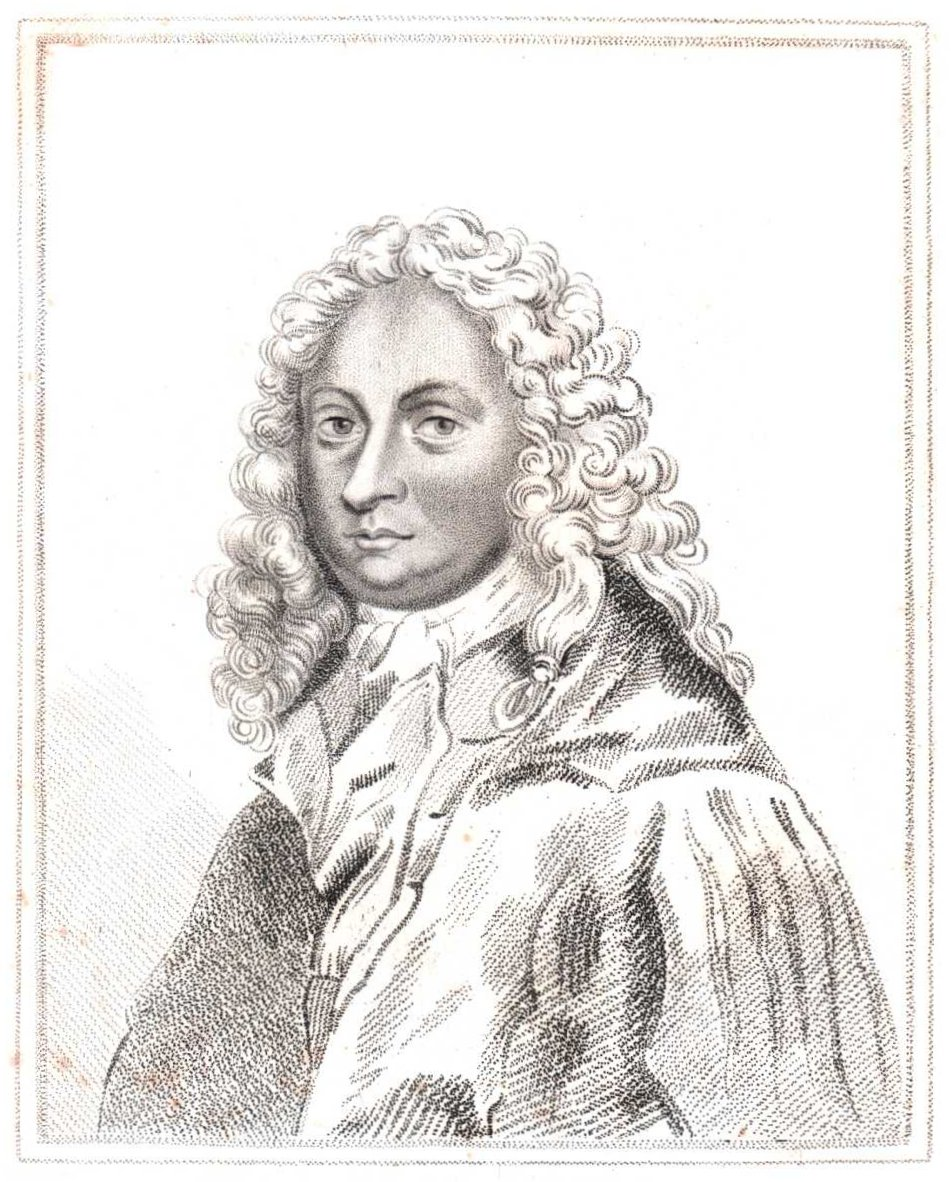
Colin Maclaurin.

William Dunham a dit à propos de Ars Conjectandi qu'il s'agissait de « l'étape importante suivante en théorie des probabilités [après les travaux de Cardano] » ainsi que du « chef-d'œuvre de Jacques Bernoulli ». Il a grandement contribué à ce que Dunham appelle la « réputation établie de longue date des Bernoulli ».
Les travaux de Bernoulli ont influencé de nombreux mathématiciens contemporains et des siècles suivants. Le traité sur le calcul infinitésimal a souvent été repris, notamment par l'écossais Colin Maclaurin. Abraham de Moivre a particulièrement été influencé par l'œuvre de Bernoulli ; il a travaillé sur le concept de probabilité dans The Doctrine of Chances.

## Traductions en français
- La première partie de l'Ars Conjectandi a été traduite
  - par Louis-Guillaume-François Vastel, Paris, 1801 et
  - par Norbert Meusnier : Christian Huygens et Jacques Bernoulli : la première partie de l'Ars Conjectandi, Paris, 1992 ;
- la quatrième partie par Norbert Meusnier : Jacques Bernoulli et l'ars conjectandi. Documents pour l'étude de l'Emergence d'une Mathématisation de la Stochastique, Rouen, 1987.